# Thea LaFond
Thea Noeliva LaFond (* 5. April 1994 in Roseau) ist eine dominicanische Hoch- und Dreispringerin, die aber auch in anderen Disziplinen nationale Rekordhalterin ist. 2024 feierte sie mit dem Sieg bei den Olympischen Spielen in Paris im Dreisprung ihren größten Erfolg.

## Sportliche Laufbahn
Erste internationale Erfahrungen sammelte Thea LaFond bei den CARIFTA-Games 2011 in Montego Bay, bei denen sie mit 1,75 m im Hochsprung die Silbermedaille und mit 12,30 m im Dreisprung die Bronzemedaille gewann. Anschließend schied sie bei den Jugendweltmeisterschaften nahe Lille in beiden Bewerben in der Qualifikation aus. 2012 gewann sie bei den Zentralamerika- und Karibikjuniorenmeisterschaften (CAC) in San Salvador mit 12,94 m die Silbermedaille und schied anschließend bei den Juniorenweltmeisterschaften in Barcelona mit 12,66 m in der ersten Runde aus. 2013 gewann sie bei den CARIFTA-Games in Nassau mit 1,80 m und 12,68 m in beiden Disziplinen jeweils die Bronzemedaille. Auch bei den Panamerikanischen Juniorenmeisterschaften in Medellín gewann sie mit übersprungenen 1,76 m die Bronzemedaille im Hochsprung, während sie sich mit 12,57 m mit Rang sieben im Dreisprung zufriedengeben musste.
2014 nahm sie erstmals an den Commonwealth Games in Glasgow teil, wurde mit 12,64 m Elfte im Dreisprung und gelangte auch im Hochsprung in das Finale, in dem sie jedoch die Anfangshöhe nicht überqueren konnte. 2015 wurde sie bei den Panamerikanischen Spielen in Toronto mit 1,80 m 13. und mit 13,35 m Zwölfte im Dreisprung. Anschließend gelangte sie bei den NACAC-Meisterschaften in San José mit 13,60 m auf den sechsten Platz, wie auch mit 1,76 m im Hochsprung. 2016 qualifizierte sie sich für die Olympischen Spiele in Rio de Janeiro, bei denen sie mit 12,82 m aber nicht das Finale erreichte. Im Jahr darauf nahm sie an den Weltmeisterschaften in London teil, bei denen sie aber auch mit einer Weite von 13,82 m in der Qualifikation ausschied. Bei den Hallenweltmeisterschaften 2018 in Birmingham wurde sie mit einem Sprung auf 13,68 m 17. Anschließend nahm sie erneut an den Commonwealth Games im australischen Gold Coast teil und gewann dort mit 13,92 m überraschend die Bronzemedaille hinter den beiden Jamaikanerinnen Kimberly Williams und Shanieka Ricketts. Bei den Zentralamerika- und Karibikspielen in Barranquilla wurde sie mit 13,02 m Elfte und bei den NACAC-Meisterschaften in Toronto gewann sie mit 13,74 m ebenfalls die Bronzemedaille.
Im Jahr 2019 klassierte sich LaFond bei den Panamerikanischen Spielen in Lima mit 13,70 m auf dem achten Platz und qualifizierte sich auch für die Weltmeisterschaften in Doha, bei denen sie aber spontan nicht an den Start ging. 2021 siegte sie mit 14,35 m beim USATF Sprint Summit und qualifizierte sich damit für die Olympischen Spiele in  Tokio, bei denen sie mit 12,57 m im Finale den zwölften Platz belegte, in der Vorrunde aber mit 14,60 m einen neuen Landesrekord aufstellte. Während der Eröffnungsfeier (gemeinsam mit dem Mittelstreckenläufer Dennick Luke) sowie auch der Schlussfeier war sie die Fahnenträgerin ihrer Nation. Anschließend siegte sie mit 14,33 m beim 57. Palio Città della Quercia. Im Jahr darauf verbesserte sie ihren Hallenrekord im Dreisprung auf 14,62 m und belegte im März bei den Hallenweltmeisterschaften in Belgrad mit 14,53 m den vierten Platz. Im Mai wurde sie bei der Doha Diamond League mit 14,46 m Dritte und siegte anschließend mit derselben Weite beim Meeting International Mohammed VI d’Athlétisme de Rabat. Im Juli gelangte sie bei den Weltmeisterschaften in Eugene mit 14,56 m im Finale auf Rang fünf und anschließend gewann sie bei den Commonwealth Games in Birmingham mit 14,39 m die Silbermedaille hinter der Jamaikanerin Shanieka Ricketts. Daraufhin siegte sie mit 14,49 m bei den NACAC-Meisterschaften in Freeport im Dreisprung und belegte im Weitsprung mit 6,34 m den vierten Platz.
2023 siegte sie mit 14,47 m beim USATF NYC Grand Prix und anschließend belegte sie bei den Zentralamerika- und Karibikspielen in San Salvador mit 14,42 m den vierten Platz. Im August steigerte sie bei den Weltmeisterschaften in Budapest im Finale den Landesrekord auf 14,90 m und belegte damit in einem hochklassigen Wettkampf nur den fünften Platz. Beim Memorial Van Damme wurde sie mit 14,49 m Dritte und gewann dann im November bei den Panamerikanischen Spielen in Santiago de Chile mit 14,25 m die Bronzemedaille hinter den Kubanerinnen Leyanis Pérez und Liadagmis Povea. Im Jahr darauf siegte sie mit neuer Bestleistung von 15,01 m bei den Hallenweltmeisterschaften in Glasgow im Dreisprung und gewann damit die erste Goldmedaille einer dominicanischen Leichtathletin bei Weltmeisterschaften. Im Mai siegte sie mit 14,37 m beim USATF Los Angeles Grand Prix und wurde beim Prefontaine Classic mit 14,62 m Zweite sowie bei der Bauhaus-Galan mit 14,26 m Dritte. Beim Herculis gelangte sie mit 14,87 m auf Rang zwei, ehe sie im August bei den Olympischen Sommerspielen in Paris mit 15,02 m im Finale die Goldmedaille gewann. Dies war die erste Goldmedaille für den kleinen Karibikstaat in seiner Geschichte.
2025 belegte sie bei den Hallenweltmeisterschaften in Nanjing mit einer Weite von 14,18 s den vierten Platz.
LaFond absolvierte ein Studium für Kommunikation und Medien an der University of Maryland, College Park.

## Persönliche Bestleistungen
- 100 m Hürden: 14,03 s (+0,3 m/s), 16. Mai 2015 in East Lansing (dominicanischer Rekord)
  - 60 m Hürden (Halle): 8,38 s, 27. Februar 2015 in Geneva (dominicanischer Rekord)
- Hochsprung: 1,85 m, 3. April 2015 in Gainesville (dominicanischer Rekord)
- Weitsprung: 6,64 m (+0,4 m/s), 1. Mai 2022 in São Paulo (dominicanischer Rekord)
- Dreisprung: 15,02 m (−0,4 m/s), 3. August 2024 in Paris (dominicanischer Rekord)
  - Fünfkampf (Halle): 4222 Punkte, 28. Februar 2014 in Clemson (dominicanischer Rekord)